# Trapez (Film)
Trapez (Originaltitel: Trapeze) ist ein US-amerikanisches Filmdrama des britischen Regisseurs Carol Reed aus dem Jahr 1956. Das Zirkusmelodram, das auf dem 1950 erschienenen Roman Unwiderruflich (The Killing Frost) von Max Catto basiert, stellt zwei befreundete Artisten mit Fliegendem Trapez (gespielt von Burt Lancaster und Tony Curtis) in den Mittelpunkt. Zwischen sie drängt sich eine ehrgeizige Frau (Gina Lollobrigida). Der Film wurde von Harold Hechts, Lancasters und James Hills gegründetem Produktionsunternehmen Hecht-Hill-Lancaster produziert und am 30. Mai 1956 in den Vereinigten Staaten uraufgeführt.

## Handlung
In Paris sucht Tino Orsini, Sohn eines verunglückten Kollegen, den früheren Weltklasse-Artisten Mike Ribble auf. Ribble hat seit einem gescheiterten Versuch, den dreifachen Salto am Zirkustrapez zu demonstrieren, seine Karriere vor Jahren aufgegeben. Dem Alkohol zugetan und eine bleibende Verletzung am Bein davon tragend, arbeitet er nur noch als Takelmeister. Der Zirkusbesitzer und Ribbles frühere Geliebte Rosa, eine Kunstreiterin, überreden ihn dazu, den forschen Amerikaner zu trainieren und auf eine gemeinsame Trapeznummer und den dreifachen Salto hinzuarbeiten. Ribble gibt das Trinken auf und dient Orsini in den folgenden Wochen als Lehrmeister und Fänger.
Die attraktive Trampolinspringerin Lola möchte ebenfalls in die Trapeznummer aufgenommen werden. Von Ribble nicht akzeptiert, vermag Lola während eines Zwischenfalls in der Manege durch einige Tricks am Seil zu überzeugen. Noch immer von Ribble ignoriert, beginnt sie, den jungen Tino zu verführen, was zu Missstimmung zwischen ihm und seinem Mentor führt. Lola wird daraufhin Bestandteil von Mikes und Tinos Trapeznummer, der seine Konzentration und alte Selbstsicherheit zurückgewinnt. Bei Erfolg haben sie die Chance, vom bekannten Unternehmer Ringling North für den US-amerikanischen Markt unter Vertrag genommen zu werden.
Lola muss in der folgenden Zeit erkennen, dass sie in Wirklichkeit in Mike Ribble verliebt ist. Auch Ribble gesteht sich seine Gefühle für die Italienerin ein, nachdem er während eines Zwischenfalls mit einem entlaufenen Löwen beinahe getötet worden wäre. Noch bevor sie Tino über die aufkommende Beziehung informieren können, entdeckt dieser die beiden beim vertrauten Stelldichein. Tino erklärt daraufhin ihre Partnerschaft für beendet. Während der folgenden Abendvorstellung, bei der auch Ringling North anwesend ist, gelingt es dem mittlerweile gefeuerten Ribble, seinen alten Platz als Fänger am Trapez zurückzugewinnen. Obwohl Bouglione das sichernde Netz abbauen und eine Tanznummer in der Manege auftreten lässt (ein Ballett), überredet Ribble Tino, den dreifachen Salto zu versuchen, der ihm schließlich auch gelingt. Auf Ribble und Tino wartet daraufhin ein Vertrag in New York, doch Ribble überlässt seinen Platz einem anderen (nämlich Otto). Er verlässt daraufhin den Zirkus; wenig später folgt ihm Lola; beide umarmen sich und verschwinden im Nebel der Straße. 

## Entstehungsgeschichte
Die Dreharbeiten fanden mit einem internationalen Ensemble ab Juni 1955 in der Nebensaison des Cirque d’hiver in Versailles und in den Filmstudios Billancourt in Paris statt. Ursprünglich war Montgomery Clift für die Rolle des Tino Orsini im Gespräch, wurde aber dann durch Tony Curtis ersetzt, der vom Filmstudio Universal ausgeliehen wurde. Hauptdarsteller Burt Lancaster wiederum hatte seine Karriere als Hochseilartist begonnen. Für den britischen Filmregisseur Carol Reed und die italienische Schauspielerin Gina Lollobrigida markierte der Film deren Debüt im US-amerikanischen Kino.
Als technischer Berater für die Szenen mit Fliegendem Trapez wurde Eddie Ward des Ringling Brothers Circus konsultiert, der auch mit Lollobrigida und Curtis zusammenarbeitete, um den Einsatz von Doubles zu reduzieren.

## Rezeption
Trapez avancierte zum dritterfolgreichsten Film im Kinojahr 1956, was unter anderem durch eine zwei Mio. US-Dollar teure Anzeigenkampagne von Harold Hecht und Burt Lancaster lanciert wurde.
Thilo Koch (Die Zeit) pries während der Berlinale Reeds Regiearbeit als „Meisterwerk“ und wies auf die drei Hauptdarsteller, die kunstvolle Fotografie und die dicht komponierten Einstellungen hin. „Das ‚Trapez‘ kann hier durch die ganze Zirkuskuppel pendeln und die Kamera läßt es doch nicht aus dem Blick. Die Liebesstory allerdings verlangt von allen dreien viel Überzeugungskraft. Aber ihre innere Glaubwürdigkeit wird anschaulich.“
Der film-dienst beanstandete in seiner zeitgenössischen Kritik Trapez für einen Zirkusfilm als „weder neu noch aufregend“. Aufregend inszeniert seien jedoch der Blick auf das Zirkusmilieu, die Probe-Szenen ohne Publikum seien „hinreißend inszeniert und fotografiert“. „Selten seit der Erfindung des Cinemascopeverfahrens wurde diese Technik so sinnvoll und so gekonnt eingesetzt wie hier von Carol Reed und seinem Kameramann Robert Krasker.“
Bosley Crowther (The New York Times) bezeichnete das Drehbuch als erbärmlich durchschaubar und monoton („dismally obvious and monotonous“), die Regie als nicht besser, die Figuren als trostlos zweidimensional („bleakly two-dimensional“) und die Dialoge als öde und abgedroschen („dull and hackneyed“). Gina Lollobrigida würde nicht mehr (können) als gut aussehen. Burt Lancaster beschrieb Crowther als farblos („bleary“), Tony Curtis als einfach nur jugendlich („simply juvenile“).
Die Londoner Times beschrieb den Film als „konventionelles Drama“, nur gelegentlich sei Trapez „mehr als ein guter Film für die Kinokasse“. Das Gespür Reeds für Platz und Atmosphäre sei vor allem beim Blick hinter die Kulissen spürbar. Die Nebenfiguren zum Leben zu erwecken, würde Reed jedoch misslingen. Burt Lancaster gäbe mehr als seine gewohnt schroffen effektiven Leistungen ab. Gina Lollobrigida demonstriere ihre Fähigkeiten sowohl als Schauspielerin als auch als dekorative Persönlichkeit.

## Auszeichnungen
Regisseur Carol Reed konkurrierte mit seinem Film im Wettbewerb der Berlinale 1956. Dort gewann er den Bronzenen Bären per Publikumsabstimmung, während Schauspieler Burt Lancaster in der Rolle des Mike Ribble mit dem Silbernen Bären als bester Darsteller des Festivals geehrt wurde. Monate später erhielt Reed eine Nominierung für den Directors Guild of America Award, der jedoch an den späteren Oscar-Gewinner George Stevens (Giganten) verliehen wurde.